# Артуріана

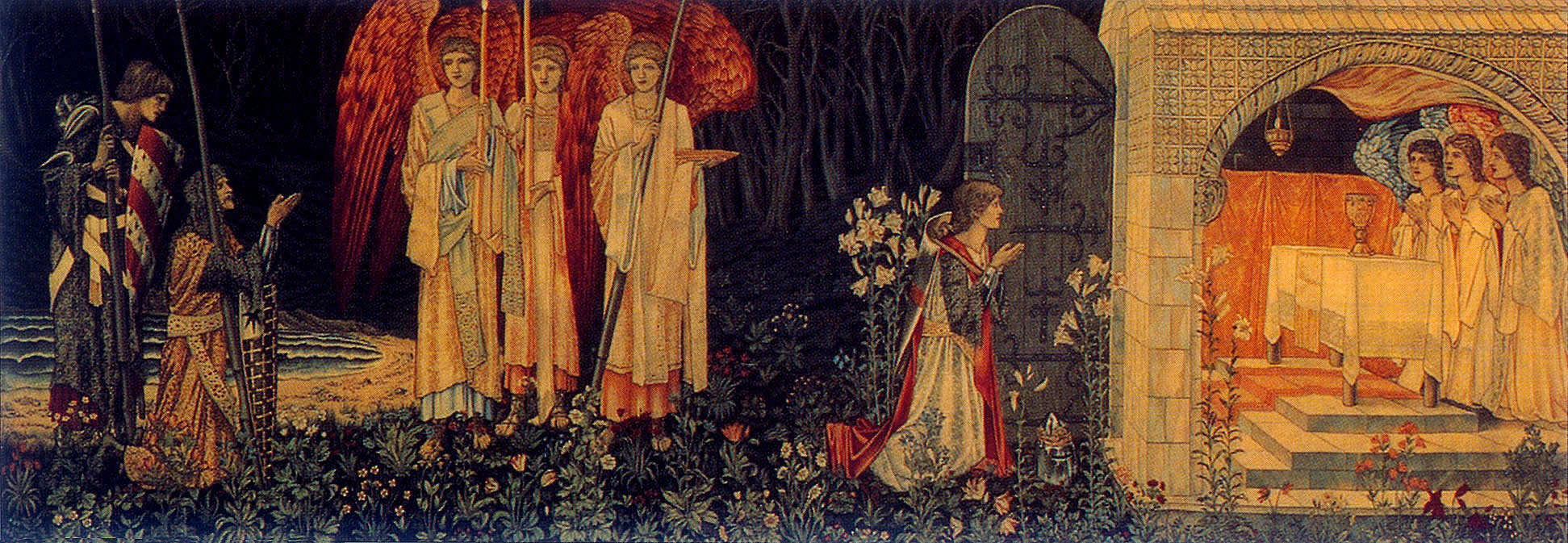
Сер Галахад, сер Персеваль, сер Борс знайшли Святий Грааль. Малюнок Едварда Бернса (Edward Burns) (гобелен виконаний «Morris & Co.», 1891-94 року, для розміщення в «Stanmore Hall»)

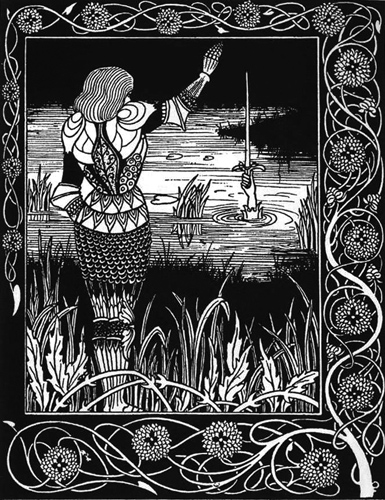
О. Бердслей, Сер Бедівер вкидає меч Екскалібур у воду. Ілюстрація до «Смерті Артура» сера Томаса Мелорі. 1894

Артуріа́на (або Артурівський цикл, або Бретанський міф) — цикл легенд про короля Артура та лицарів Круглого столу (кельтська легенда; Бретань та Франція).

## Літературні твори «Артуріани»

### Першоджерела
- валлійська поема «Y Gododdin» (написана бл. 575—600; автор Aneirin)
- «Аннали Камбрії» невідомого автора
- присвячені Артурові ранньоваллійські поеми («Хто воротар», «Загибель Герайнта», «Здобич Аннуїну», «Розмова Артура з Орлом»)
- валлійські Житія святих (а саме − Гільди, Еффлама, Ілттуда, Кадока, Карантока, Падарна)
- Ненній (IX ст.) — хроніка «Історія бритів» (лат. Historia Brittonum)
- «Мабіногіон»
- Вільям Мальмсберійський — «Діяння англійських королів» (лат. Gesta regum Anglorum)
- Джефрі Монмутський — «Історія королів Британії» (лат. Historia Regum Britanniae)
- Лицарські романи, які розповідають про «Артура та лицарів Круглого столу»:
  - Кретьєн де Труа
    - «Ланселот, або Лицар воза» (бл. 1168)
    - «Івейн, або Лицар з левом» (між 1176—1181)
    - «Трістан»
    - «Ерек і Еніда»
    - «Персеваль, або Повість про Грааль» (бл. 1182)

  - Гартман фон Ауе — лицарські романи «Ерек» та «Івейн» (написані наприкінці XII сторіччя).
  - Вольфрам фон Ешенбах — «Парціфаль» (бл. 1210).
  - «Ланселот-Грааль» (цикл «Вульгати», анонімні автори; написано бл. 1230 р.).
  - Невідомий автор — «Сер Гавейн та зелений лицар» (XIV ст.) — найкращий англійський лицарський роман у віршах.
  - Томас Мелорі — роман «Смерть Артура» (виданий у 1485 р.), це основне й найповніше джерело.

### Інтерпретації

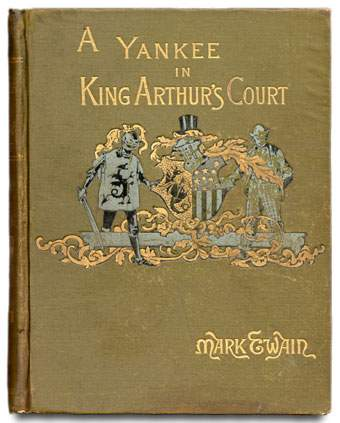
Марк Твен. «Янки при дворі короля Артура» (1889)

- 1590: Едмунд Спенсер — поема «Королева фей» за мотивами переказів про короля Артура і англійської міфології.
- 1848: Едуард Бульвер-Літтон — поема «Принц Артур».
- 1858: Вільям Морріс — поема «Захист Ґвіневери».
- 1859: Альфред Теннісон — цикл поем «Королівські ідилії».
- 1889: Марк Твен — «Янкі з Коннектикуту при дворі короля Артура».
- 1938—1958: Теренс Вайт — цикл романів у жанрі фентезі «Король минулого і майбутнього» (англ. The Once and Future King)
- 1970—1995: Мері Стюарт — цикл романів у жанрі фентезі «Кришталевий грот», «Порожні пагорби», «Останні чари», «День гніву», «Принц і пілігрим»
- 1976: Джон Стейнбек — «Діяння короля Артура та його благородних лицарів» (англ. The Acts of King Arthur and His Noble Knights)
- 1979: Тім Пауерс — роман «Малюнок темряви» (англ. The Drawing of the Dark)
- 1980: Роджер Желязни — оповідання «Останній захисник Камелоту» (англ. The Last Defender of Camelot)
- 1983: Меріон Зіммер Бредлі — роман «Тумани Авалона» (англ. The Mists of Avalon)
- 1987—1997: Стівен Лохед — цикл «Пендраґон»
- 1988: Микола Толстой — «Пришестя короля» (англ. The Coming of The King) — роман про історію англосаксонського завоювання Британії, написаний у жанрі історичного фентезі.
- 1990: Олександр Куликов — «Меч і доля» (ґейм-бук).
- 1996: Бернард Корнуелл — «Warlord Chronicles» із трьох частин: «Король зими», «Ворог Божий», «Екскалібур».

## Музика

### Опери та мюзикли
- 1691. Генрі Перселл — опера «Король Артур», лібрето Джона Драйдена
- 1865. Ріхард Вагнер — опера «Тристан та Ізольда».
- 1882. Ріхард Вагнер — опера «Парсіфаль».
- 1886. Hubert Parry — опера «Guinevere».
- 1895. J. C. Carr — оперета «King Arthur» на музику Артура Саллівана.
- 1903. Ernest Chausson — опера «Le Roi Arthus».
- 1909. Rutland Boughton — опера «Народження Артура», лібрето Reginald Buckley.
- 1960. «Camelot» — бродвейський мюзикл (Moss Hart / Alan Jay Lerner / Frederick Loewe), у головних ролях Річард Бартон і Джулія Ендрюс.
- 2005. «Spamalot» — бродвейський мюзикл на основі фільму «Монті Пайтон і Святий Грааль».

### Музичні п'єси
- 1923. Ловренс Біньйон — п'єса «Король Артур» із музикою Едуарда Елгара.
- 1937. Д. Ґ. Брідсон — п'єса «Король Артур» з музикою Бенджаміна Бріттена.

### Альбоми
- 1975. Рік Вейкман — симфо-рок сюїта «The Myths and Legends of King Arthur and the Knights of the Round Table»
- 2000. альбом The Trial of Lancelot канадської співачки Гізер Дейл.
- 2003. альбом May Queen канадської співачки Гізер Дейл.

### Пісні
- 1995. «A Past and Future Secret» і «Mordred's Song» з альбому Imaginations from the Other Side групи Blind Guardian.
- 1999. «Shadow of Uther» з альбому The Fourth Legacy гурту Kamelot.
- 2006. «Кров королів» з альбому «Армагеддон» російської групи Арія на слова Маргарити Пушкіної.

## Кінематограф
- 1953: «Лицарі Круглого столу» (Knights of the Round Table) — з Мелом Феррером, і Авою Гарднер у головних ролях.
- 1963: «Меч у Камені» (The Sword in the Stone) — мультфільм виробництва Волт Дісней на основі книги Теренса Вайта.
- 1967: «Камелот» (Camelot) — екранізація бродвейського мюзиклу. У ролі Артура — Річард Гарріс, Ґвіневери — Ванесса Редґрейв, Ланселота — Франко Неро.
- 1981: «Екскалібур» (Excalibur) — вважається найбільш точною і детальною екранізацією історії Артура.
- 1988: «Нові пригоди янкі при дворі короля Артура», в ролі Артура — Альберт Філозов.
- 1995: «Перший лицар» — з Шоном Коннері в ролі Артура і Річардом Гіром у ролі Ланселота.
- 1998: «Мерлін» (Merlin) — телефільм, присвячений життю Мерліна, в головній ролі Сем Нілл.
- 1998: «Лицар Камелота» — кінофільм виробництва Волт Дісней на основі книги Марка Твена «Янкі з Коннектикуту при дворі короля Артура».
- 2001: «Тумани Авалона» (The Mists of Avalon) — міні-серіал за однойменною книгою Меріон Зіммер Бредлі.
- 2004: «Король Артур» — перша спроба в кінематографі показати збіг «легенди про Артура» з життєписом Луція Арторіуса Каста, в ролі Артура — Клайв Овен, в ролі Ґвіневери — Кіра Найтлі, історія зради Ґвіневери оминається.
- 2007: «Останній легіон» (The Last Legion) — фільм розповідає про «юного батька Артура» Пендрагона й про початок падіння Римської імперії.
- 2007: «Артур і Мініпути» — дитячий фільм Люка Бессона з елементами комп'ютерної анімації.
- 2008—2012: «Мерлін» — британський фентезійний телесеріал. Заснований на легендах про Короля Артура, хоча і відрізняється від традиційніших версій міфу. Оповідає про містичного чарівника Мерліна і його взаємини з Артуром.
- 2011: «Камелот».
- 2017: «Король Артур: Легенда меча»

## Персонажі «Артуріани»
- Династія королів: Констан, Вортіґерн, Утер, король Артур.
- Чарівники: Мерлін, Блез.
- Дружини королів та лицарів, чаклунки: Ґвіневера, Іґрейна, Елейна, Морґана, Морґауза.
- Інші королі та вельможі: Ланселот, Мордред, Ґанґус.
- «Лицарі Круглого Столу»: Ґалахад, Ґавейн, Борс, Трістан.
- Географічні назви: Камелот, Авалон, Тінтагель.
- Артефакти: Грааль, Екскалібур.

### Персонажі з «Історії Брутової», «Мабіноги»
- Брут Троянський (Британський); Корін, засновник Корнуолла; Амвросій Аврелій; Кадвалар, король Уельса.

## Найвідоміші легенди про Артура
Хоча загальні риси легенди залишалися незмінними з часів Джефрі Монмутського, різні автори пропонують доволі-таки різні версії легенди про Артура. Класичним варіантом вважається варіант Мелорі, але останнім часом усе більшу цікавість викликають раніші версії − версія самого Джеффрі, ранньоваллійські поеми.

### Походження родини Артура
Після відходу римлян з Британії за порадою лондонського архієпископа Гветеліна бритти запросили на правління такого собі Костянтина з королівства Арморика, брата короля Альдроена. Костянтин одружився з родовитою романо-британкою, й вона народила йому трьох синів − Констант, Амвросій Аврелій (він же Пендраґон) та Утер (пізніше змінив ім'я на Утер Пендраґон).
Коли Костянтин помер, за порадою бриттського вельможі Вортіґерна королем було обрано Константа − хоча це було не зовсім законним, бо Констант за життя батька встиг постригтися в ченці. Констант виявився нездалим правителем, і з-за його спини королівством керував Вортіґерн; невдовзі Вортіґерн організував убивство Константа та сам став королем Британії. Супротивники Вортіґерна вивезли Амвросія та Утера за Ла-Манш, до Арморики; Вортіґерн же, бажаючи зміцнити свою владу, запросив на службу в якості військових найманців саксонців на чолі з вождем Хенгістом, навіть одружився з його донькою Ровеною. Переконавшись у неспроможності бриттів боронитися, Хенгіст влаштував заколот проти Вортіґерна, перебив на бенкеті значну частину бриттських аристократів та змусив Вортіґерна віддати саксонцям частину бриттських територій.
Ледве втікши від Хенгіста, Вортіґерн забажав змурувати собі замок − але його вежа постійно просідала, й він не міг її збудувати. Причину цього Вортіґерну пояснив віщий хлопчик − Мерлін: під вежею знаходиться озеро, в якому сплять білий та червоний дракони (символізують або протистояння бриттів та саксонців, або протистояння Вортіґерна там синів Костянтина). Мерлін напророкував Вортіґерну, що той невдовзі помре, і так і трапилося − Амвросій та Утер, які вернули до Британії, оголосили Вортіґерну війну та вбили його.
Далі Амвросій та Утер почали відвоювання Британії в саксонців. Мерлін залюбки доєднався до них і допоміг спорудити Стоунхендж − надгробок для бриттів, вбитих Хенгістом на бенкеті. Невдовзі Амвросій загинув, і Утер зійшов на трон під тронним ім'ям «Утер Пендрагон».

### Утер. Заснування Круглого столу
Загалом Утер був непоганим королем і навіть заснував (за порадою Мерліна) військове братерство − Круглий стіл лицарів, де всі сиділи б за одним столом і були рівними. Але невдовзі Утер зустрів та до нестями закохався в дружину одного зі своїх васалів − Ігрейну, герцогиню Корнуолльську − і повів несправедливу війну проти її чоловіка, герцога Горлойса. Під час війни Утер (чарами Мерліна) перетворився на Горлойса, пробрався в замок до Ігрейни та провів з нею ніч; в ту ж ніч Горлойс загинув у бою. Барони переконали Ігрейну одружитися з Утером, і невдовзі вона народила йому сина Артура. Мерлін зажадав, щоб цього сина віддали йому в якості платні за ті самі чари, й Утер виконав бажання чаклуна.
В Ігрейни були три доньки від Горлойса − Моргауза, Елейна та Моргана. Моргауза та Моргана згодом (у дорослому віці) часто шкодили Артуру, намагаючись помститися за свого батька.

### Меч-у-Камені. Битва Дванадцяти королів. Гвіневера та Німуе
Після смерті Утера в королівстві почалися часи безладу, бо кожен барон сам бажав стати королем. Врешті Мерлін та єпископ Дубрицій змогли зібрати баронів на нараду на Різдво, де перед очима товариства з'явився чарівний камінь, із якого стирчав меч. Ніхто, окрім правдивого спадкоємця трону Британії, не зміг би витягти цього меча з каменя; єдиним, кому він скорився, виявився Артур − молодий зброєносець молодого лицаря Кея, якого Артур мав за брата. Мерлін проголосив перед товариством, що Артур − законний син Утера Пендраґона та законний король Британії. Тим не менш доволі багато хто з королів (перш за все Лот, король Оркнейських островів та чоловік Морґаузи) відмовилися визнавати владу Артура та оголосили йому війну. У генеральній битві цієї війни Артур та його перші воїни виявили неабияку звитягу.
Невдовзі Артур познайомився з молодим королем Пелінором та втратив у двобої з ним свого меча. Тоді Мерлін допоміг йому здобути новий − меч Екскалібур, який подарувала Артурові відома чарівниця, Володарка Озера. Також невдовзі Артура попрохав про військову допомогу старий союзник Утера − король Лодегранс, чиї володіння атакував знаний загарбник Рієнс. Артур відбив атаки Рієнса; під час оборони Камеліарду (королівство Лодегранса) Артур закохався в Гвіневеру, доньку Лодегранса, і невдовзі вони одружилися (хоча Мерлін був проти). В якості посагу Лодегранс подарував Артурові Круглий стіл, який колись самому Лодегрансу лишив Утер, і разом молодята оселилися в замку Камелот.
Під час весілля трапилася перша пригода лицарів Круглого столу − до Камелоту вдерлася, шукаючи порятунку, молода мисливиця на ім'я Німуе. Троє молодих лицарів − Гавейн, Тор та вищезгаданий Пелінор − врятували її від нападника; Мерлін же до нестями закохався в Німуе та почав залицятися до неї. Німуе, однак, не кохала Мерліна та використовувала його, лише щоб вивчитися в нього чарам; коли він відкрив їй усе, що знав − вона ув'язнила його в зачарованій печері. (Мерлін розумів, що Німуе його позбудеться, але все одно кохав її).

### Пригоди сера Гавейна
Коли Артур був ще зовсім молодим, на Різдво до Камелоту завітав таємничий гість − Зелений Лицар. Він запропонував Артуровим лицарям угоду: один з Артурових лицарів завдасть йому удар, а за рік Зелений Лицар завдасть такий самий удар лицареві. Хто погодиться − отримає сокиру Зеленого Лицаря. На двобій викликався Гавейн − і одним ударом відсік Лицареві голову: Зелений Лицар, однак, спокійно підібрав голову та полишив Камелот, кажучи, що чекає на Гавейна за рік.
З важким серцем Гавейн вирушив до Зеленої Каплиці − місця, де призначив йому зустріч Зелений Лицар. Дорогою він зупинився та провів три дні в замку такого собі сера Бертілака. Дружина сера Бертілака намагалася спокусити Гавейна; цю спокусу лицар витримав із честю, але коли вона (на третій день) подарувала йому зелений пояс, який мусить захистити володаря від будь-якої шкоди − Гавейн прийняв подарунок, хоча доти уклав із сером Бертілаком угоду, що що б Гавейн у замку не отримає − віддасть Бертілакові. Коли ж Гавейн прийшов до Зеленої Каплиці, Зелений Лицар двічі лише замахнувся на нього сокирою, а втретє легенько подряпав Гавейна. Потім він пояснив − він і є сер Бертілак, і два рази він не зміг завдати Гавейнові удару, бо Гавейн відмовився від залицянь леді Бертілак, а втретє зміг його подряпати, бо Гавейн таки прихопив зеленого пояса. «Втім, я не засуджую Вас, сере Гавейне, — каже Бертілак, − все живе хоче жити». Присоромлений Гавейн вернув до Камелота, сказавши, що відтепер носитиме зелений пояс на знак смирення та пам'яті про те, що він всього-навсього слабка людина − але інші лицарі Круглого столу надягли такі самі пояси, щоб підтримати свого побратима.
Іншого разу Артур об'їжджав землі півночі та потрапив у полон до велетня Громер Сомер Жура. Велетень оголосив, що відпустить Артура, якщо той дасть йому відповідь, чого хоче жінка. Всі жінки королівства лише знизували плечима; врешті до Камелоту прийшла бридка стара відьма Рагнелл та проголосила, що знає, чого хоче жінка − але скаже, лише якщо Артур одружить її зі своїм найкращим лицарем. Гавейн, який на той момент вважався найкращим, пішов під вінець з Рагнелл − і в першу шлюбну ніч відьма перетворилася на красуню. «Обирай сам,– сміється Рагнелл,– чи буду я гарною вдень (на почесних прийомах у Камелоті) та бридкою вночі (коли ми наодинці), чи ж навпаки − і тоді всі з тебе кепкуватимуть, Гавейне». Гавейн заявив, що лишає за Рагнелл право вибору, коли вона буде гарною, а коли бридкою; Рагнелл проголосила, що її власний вибір − бути гарною і вдень, і вночі, і подякувала Гавейнові − він дав їй те, чого хочуть усі жінки, тобто право на власний вибір (за іншим прочитанням − владу над власним чоловіком). Гавейн та Рагнелл щасливо жили разом п'ять років, аж доки Рагнелл не захворіла та не померла.

### Ланселот, «чаша Грааля»
Окремо розвивається «Історія Ланселота» — найкращого лицаря у світі. Він із королівського роду; виховувався у «Феї Озера» за що отримав ймення «Ланселот Озерний». Ланселот приходить до Камелоту — Артур посвячує його до лицарів та доручає очолити «охорону королеви». Згодом Ланслот закохується в королеву Гвіневеру. Але у військових походах — Ланселот потрапив в місто Корбенік, яким правив «покалічений король-риболов», в якого зберігався Святий Грааль. Цей король — знав пророцтво, що від його красуні-доньки Елейни та Ланселота — народиться «найкращий лицар у світі, який досягне Святого Грааля». Місцева чаклунка — наслала на Ланселота мару й він бачив замість Елейни — королеву Гвіневеру, й тому зачав з Елейною дитину — сина Галахада. Взнавши про народження Галахада — Гвіневера прогнала Ланселота від Камелота — й Ланселот утратив розум й два роки поневірявся як божевільний. Але зрештою Ланселот випадково прийшов до Корбеніка — і його одразу впізнала Елейна та вилікувала «силою Святого Грааля». Ланселот з Елейною прожили разом — 12 років на «Острові Радості» посеред широкої річки; але коли Галахаду сповнилося 14 років — від Артура та Гвіневери прибули гінці, які прохали Ланселота повернутися до Камелоту.
По поверненню до Камелоту — незабаром відновилося кохання Ланселота та Гвіневери. Це кохання стало явним, що розкололо лицарство — бо частина пішла за Ланселотом, а частина за Артуром. Зрештою, Ланселот зі своїми лицарями — виїхав з королівства Артура та «завоював прекрасне королівство за морем».

### Мордред, острів Авалон
Артур же вирушив на чергову війну — залишивши керувати Британією — свого племінника (або позашлюбного сина) Медрауда-Мордреда. Але Мордред «захопив владу та королеву». Тоді Артур повернувся до Британії — і відбулася «битва при Камланні», в якій загинули всі лицарі Мордреда та майже всі лицарі Артура; Артур убив Мордреда, але Мордред смертельно поранив Артура списом. Моргана (яка встигла змінити ненависть до Артура на милість) забрала брата на лікування на таємничий острів Авалон; за однією з версій, Артур помер та був похований в абатстві Гластонбері (тим не менш, на його могилі було написано «Тут лежить Артур, що був королем колись та стане ним знов у майбутньому»), за іншою − досі спить на острові Авалон і прокинеться та повернеться, коли Британія потребуватиме його.
Гвіневера пішла до монастиря та прожила ще довге життя, але відмовлялася зустрічатися з Ланселотом (окрім одного разу перед воротами монастиря), який теж став відлюдником-монахом. Коли Гвіневера захворіла — Ланселот прибув в її монастир, але не застав її живою.

### Подвиги заради «Святого Грааля»
Після довгих мандрів та подвигів — Святий Грааль знайшли найбільш достойні-чисті лицарі: сер Галахад (син Ланселота), сер Персіваль, сер Борс.

### Лицарі «Круглого Столу»
Складовою частиною легенди є розповіді про інших лицарів «Круглого столу»: Галахад та відшукання ним «Святого Грааля»; Гавейн; Борс; та десятки інших лицарів та їхніх прекрасних дам.